# William Jaffé
William Jaffé (16 juin 1898 – 17 août 1980) est un économiste américain spécialiste de l’œuvre de Léon Walras. Il a tenu plusieurs postes universitaire à l'université Northwestern, l'Université York et Toronto.

## Les premières années
Né le 16 juin 1898 à Brooklyn, New York, il est le fils d’émigrant juif russe. Sa scolarité se déroule au City College of New York où il devient BA. L’année suivante, en 1919, il obtient MA à l'université Columbia.  Ayant le désir d’étudier la loi internationale, il fait un séjour à Paris en 1921. Il en profite pour apprendre le français et suivre des cours à l’université de Paris. L’occupation de la Ruhr par la France en 1923, déçoit son pacifisme et lui fait perdre son intérêt pour la loi internationale. Il décide alors de se spécialiser en économie et obtient en 1924 un doctorat portant sur l’œuvre de  Thorstein Veblen.

## Carrière
En 1925, l’historien américain Carlton Hayes (il sera également ambassadeur des États-Unis en Espagne de 1942 à 1945) l’emploie avec le sociologue William Ogburn (en) pour étudier l’économie française contemporaine. Leurs travaux seront publiés en 1929 sous le titre The Economic Development of Post-War France. En 1928, il devient professeur assistant à l'université Northwestern. Il quitte cette université en 1966 et occupe durant quatre ans des postes temporaires d’enseignement à l'université de Californie à Riverside, à l'université Harvard et à l’Université de la Colombie-Britannique. En 1970, il est appointé professeur d’économie à l'Université York à Toronto, un poste qu’il occupe pour le reste de sa vie.
L’amitié de Jaffé avec l’économiste Henry Schultz le conduit à étudier l’économiste néo-classique Léon Walras alors largement inconnu des américains et sur lequel les documents écrits étaient rares. Il pense que pour rendre les idées de Walras plus accessibles, le mieux est de publier à la fois son œuvre et ses lettres, sa correspondance, dont il a découvert l’existence à l’Université de Lausanne en 1934. Il passe l’essentiel de sa vie à éditer la correspondance et l’œuvre de Walras. En 1954, il traduit le livre de Walras Elements of Pure Economics appeared in print. En 1965 est publiée la Correspondence of Léon Walras and Related Papers en trois volumes. Elle contient 1 900 lettres écrits en quatre langues sur une période de cinquante ans. Au moment de sa mort, il prépare une biographie de Léon Walras.

## Honneurs
Son travail vaut à Jaffé d’être élu membre de la Société d'économétrie (1963) et de la Société royale du Canada (1979), ainsi que membre étranger de l’Académie royale néerlandaise des arts et des sciences (1968) and a corresponding fellow of the British Academy (1977). En France, il est fait chevalier de  la Légion d’honneur.
Il meurt à Toronto le 17 août 1980, à la suite d'une opération pour traiter son cancer. Il s’est marié deux fois; d’abord en 1922 avec Grace Mary Spurway en 1922 dont il a eu trois enfants; puis en 1948 avec Olive Caroline Weaver.